# 1937, un été en Allemagne
Pour plus de détails, voir Fiche technique et Distribution.
1937, un été en Allemagne (Innenansichten - Deutschland 1937) est un documentaire réalisé par Michael Kloft en 2012. 

## Synopsis
À partir des images du film documentaire Inside nazi Germany réalisé par Jack Glenn en 1937, Kloft revient sur les 35 bobines restées intactes avec des images nouvelles et une analyse du contexte de l'Entre-deux-guerres en Allemagne.

## Fiche technique
- Titre : 1937, un été en Allemagne
- Titre allemand : Innenansichten - Deutschland 1937
- Réalisation : Michael Kloft
- Musique : Irmin Schmidt
- Producteur : Monika Finneisen
- Sociétés de production : Arte et Yleisradio
- Durée : 52 minutes
- Pays d'origine : Allemagne
- Format : Noir et blanc
- Genre : Documentaire
- Dates de sortie : 
  - Allemagne : 16 mars 2012
  - Belgique : 28 août 2012
  - Finlande : 25 septembre 2013

## Distribution
- Matthias Brandt : Voix off

## Critique
Le documentaire a été salué par la presse,,,.